# 牛根境防災
牛根境防災（うしねさかいぼうさい）は、鹿児島県垂水市牛根境から同県霧島市福山町に至る事業中の国道220号の道路防災事業である。

## 概要
大雨等による異常気象時の事前通行規制や、斜面崩壊などの通行止めで発生する沿線集落の孤立や迂回の解消を目的とした事業である。牛根境防災の整備により土砂災害のリスクの回避や迂回の解消、救急病院への安定輸送の確保などの整備効果が期待されている。

### 路線データ
- 起点 : 鹿児島県垂水市牛根境[1][2]
- 終点 : 鹿児島県霧島市福山町[1][2]
- 延長 : 4.5 km[1][2]
- 道路規格 : 第3種第2級[2]
- 道路幅員 : 12.0 m[2]
- 車線数 : 2車線[2]
- 車線幅員 : 3.25 m[2]
- 設計速度 : 60 km/h[2]

## 沿革
- 2020年（令和2年）度 : 事業化[1][2]。
- 2023年（令和5年）12月3日 : 着工[3]。